# 하이딥
하이딥(HiDeep Inc.)은 대한민국의 스마트기기용 터치 솔루션 기업이다. 본사는 경기도 성남시 분당구 대왕판교로644번길 49 DTC타워 10층(삼평동)에 위치해 있으며 대표이사는 고범규이다.

## 제품
모바일이나 웨어러블 기기에 적용되는 터치 집적회로(IC)와 소비자 경험(UX) 솔루션을 개발한다

## 상장
2022년 스팩합병하여 코스닥 시장에 상장하였다.
합병법인 엔에이치기업인수목적18호과 합병 후 코스닥 상장 첫날 급락하였다

## 참고문헌
1. ↑  하이딥 수주공시 - 차세대 Touch IC 개발 49.3억원 (매출액대비 27.18 %), 한경, 2024.02.22
2. ↑  김진배, 스카이레이크, 11년 묵힌 '하이딥' 엑시트 돌입, 거래 사이트, 2023.06.30
3. ↑  박소라, '터치IC·스타일러스 선도' 하이딥, 전자신문, 2023-02-22
4. ↑  김경민, 한국IR협의회 기업리서치센터 기업분석보고서-하이딥, 2023.04.28
5. ↑  이인아, 하이딥, 스팩 합병 상장 첫날 ‘급락’, 조선비즈, 2022.05.12.